# Gmina Łabowa
Die Gmina Łabowa ist eine Landgemeinde im Powiat Nowosądecki der Woiwodschaft Kleinpolen in Polen. Ihr Sitz ist das gleichnamige Dorf mit etwa 1100 Einwohnern.

## Gliederung
Zur Landgemeinde (gmina wiejska) Łabowa gehören folgende Dörfer mit einem Schulzenamt:
Barnowiec
Czaczów
Kamianna
Kotów
Krzyżówka
Łabowa
Łabowiec
Łosie
Maciejowa
Nowa Wieś
Roztoka Wielka
Składziste
Uhryń